# تيري سايمور
تيري سايمور (بالإنجليزية: Terri Seymour)‏ هي مذيعة بريطانية، ولدت في 28 نوفمبر 1974 في ليتل تشلفنت في المملكة المتحدة.

## وصلات خارجية
- تيري سايمور على موقع IMDb (الإنجليزية)
- تيري سايمور على موقع قاعدة بيانات الفيلم (الإنجليزية)